# سد المسيرة
سد المسيرة هو ثاني أكبر سد بالمغرب ويوجد في إقليم سطات، أُنشئ السد في سبعينات القرن العشرين بالضبط عام 1975 م، بني مباشرة بعد المسيرة الخضراء بأيادي المشاركين.
```
لذا أُطلق عليه سد المسيرة.
[
1
]
[
2
]
[
3
]
```